# Onthophagus stomachosus
Onthophagus stomachosus är en skalbaggsart som beskrevs av Frank-Thorsten Krell 2009. Onthophagus stomachosus ingår i släktet Onthophagus och familjen bladhorningar. Inga underarter finns listade i Catalogue of Life.